# Neorapinia
Neorapinia  é um gênero botânico da família Lamiaceae.

## Espécie
Neorapinia collina

## Nome e referências
Neorapinia (Montrouz. ) Moldenke